# Adelphydraena orchymonti
Adelphydraena orchymonti är en skalbaggsart som beskrevs av Perkins 1989. Adelphydraena orchymonti ingår i släktet Adelphydraena och familjen vattenbrynsbaggar. Inga underarter finns listade i Catalogue of Life.